# آلفا برج جدی
آلفا بزغاله ( α Capricorni ، مخفف Alpha Cap ، α Cap ) یک ستاره دوگانه نوری در صورت فلکی بزغاله است. دو مؤلفه فیزیکی غیرمرتبط مشخص می شوند:
- α¹ بزغاله
- α² بزغاله (همچنین الجدی[۱] نامیده می شود).

آنها با ۰.۱۱ درجه در آسمان از هم جدا شده‌اند و مشابه مئزر و سها با چشم غیر مسلح قابل تفکیک هستند. α¹ بزغاله (با قدر ظاهری ۴.۲۷) از α² بزغاله (با قدر ظاهری ۳.۵۸) کم نورتر است.

## نامگذاری
α بزغاله ( لاتینیزه شده به آلفا کاپریکورن)نام سیستم در نام‌گذاری بایر است. α1 و α2 بزغاله ، نام دو جزء آن هستند. آلفا برج جدی در نجوم چینی با نام 牛宿二 (ستاره دوم گاو) شناخته می‌شود.